# When I Was Born for the 7th Time
Albums de Cornershop
Woman's Gotta Have It
(1995) Handcream for a Generation
(2002)
When I Was Born for the 7th Time est un album de Cornershop, sorti en 1997.

## L'album
C'est le remix par Fatboy Slim de leur titre Brimful of Asha en février 1998 qui fait connaître au grand public le groupe. L'album contient aussi une version de Norwegian Wood des Beatles en pendjabi. Il atteint la 144e place du Billboard 200 et la 5e du Heatseekers. Le magazine Q classe l'album à la 68e place de son classement des 100 meilleurs albums britanniques de tous les temps. Il fait partie des 1001 albums qu'il faut avoir écoutés dans sa vie. 

### Titres
Tous les titres sont de Tjinder Singh, sauf mentions. 
1. Sleep on the Left Side (4:06)
2. Brimful of Asha (5:17)
3. Butter the Soul (3:19)
4. Chocolat (1:24)
5. We're in Yr Corner (5:47)
6. Funky Days Are Back Again (3:41)
7. What Is Happening? (2:15)
8. When the Light Appears Boy (avec Allen Ginsberg) (2:41)
9. Coming Up (1:03)
10. Good Shit (4:40)
11. Good to Be on the Road Back Home Again (avec Paula Frazer) (5:45)
12. It's Indian Tobacco My Friend (4:51)
13. Candyman (avec Justin Warfield) (3:49)
14. State Troopers (3:07)
15. Norwegian Wood (This Bird Has Flown) (John Lennon, Paul McCartney (2:27)

### Musiciens
- Ben Ayres : guitare, claviers, tambourin
- Lourdes Belart : voix
- Peter Bengry : percussions
- Robert Buller, Grace Winder : cordes
- Paula Frazer : voix
- Allen Ginsberg : voix
- Anthony Saffery : harmonium, claviers, cithare
- Nick Simms : batterie
- Tjinder Singh : dholak, guitare, voix
- Justin Warfield : rap